# 赵福新
赵福新，奉天（今辽宁）人，是一名清朝政治人物。
赵福新曾于1646年接替王之晋任苏松道道员一职，1647年由金一风接任。